# Hermann Ludwig (Politiker)
Hermann Ludwig (* 19. Juli 1858 in Wadern; † 20. März 1931 in Neunkirchen (Saar)) war ein deutscher Beamter. Er war der erste Bürgermeister von Neunkirchen (Saar) nach der Stadtwerdung.

## Leben
Hermann Ludwig wurde in Wadern als Sohn einer Bauernfamilie geboren. Mit 16 Jahren wurde er Verwaltungslehrling in der Bürgermeisterei Wadern. Als Schreiber war er anschließend für die Regierung von Trier und als Kreisausschuss-Sekretär für das Landratsamt von Ottweiler tätig. Im April 1883 wurde er besoldeter Beigeordneter von Neunkirchen.
Am 1. Mai 1886 wurde er zum Bürgermeister von Neunkirchen ernannt. Zusätzlich wurde er damit auch Gemeindevorsteher und Vorsitzender des Gemeinderats. Neben Neunkirchen war er damit für Niederneunkirchen, Spiesen, Elversberg, Wellesweiler und (Preußisch) Kohlhof zuständig.
Mit der Stadtwerdung vom 1. April 1922, an der er maßgeblich mitwirkte, wurde er zum ersten Bürgermeister der Stadt Neunkirchen, die damals 39.000 Einwohner umfasste. Am 30. April 1926 wurde er in den Ruhestand verabschiedet.
Nach Hermann Ludwig wurde am Oberen Markt die Bürgermeister-Ludwig-Straße benannt.